# Linxiang, Yueyang
Linxiang, tidigare romaniserat Linsiang, är en stad på häradsnivå som lyder under Yueyangs stad på prefekturnivå i Hunan-provinsen i södra Kina. Den ligger omkring 150 kilometer norr om provinshuvudstaden Changsha. 